# Tabaí
Tabaí é um município brasileiro do Vale do Taquari no estado do Rio Grande do Sul.

## Geografia
Localiza-se a uma latitude 29º38'35" sul e a uma longitude 51º40'56" oeste, estando a uma altitude de 79 metros. Sua população estimada em 2004 era de 3.928 habitantes.